# Jefferson Airplane Takes Off
1966 szeptemberében jelent meg a Jefferson Airplane első albuma, a Jefferson Airplane Takes Off. Az együttes ekkor még nem a „klasszikus” felállásban játszott, stílusuk pedig közelebb állt a folk-rockhoz, mint a pszichedelikus rockhoz, mellyel széles körű hírnévre tettek szert. A női énekes Signe Toly Anderson volt, a doboknál pedig Skip Spence ült. Még 1966-ban kiléptek az együttesből, helyükre Grace Slick és Spencer Dryden került.
A legtöbb dalt Marty Balin énekelte. Signe Anderson egyedüli énekesként a Chauffeur Blues, Paul Kantner pedig a Let Me In és a Run Around című dalokon hallható. A Let’s Get Together első szakaszát Paul, a másodikat Signe, a harmadikat Marty énekli. Az It’s No Secret című dal kislemezen is megjelent. Az album a Billboard listáján a 128. helyet érte el.

## Az album dalai

### Első oldal
1. Blues from an Airplane (Marty Balin/Skip Spence) – 2:10
2. Let Me In (Marty Balin/Paul Kantner) – 2:55
3. Bringing Me Down (Marty Balin/Paul Kantner) – 2:22
4. It’s No Secret (Marty Balin) – 2:37
5. Tobacco Road (Clay Warnick)[1] – 3:26

### Második oldal
1. Come Up the Years (Marty Balin/Paul Kantner) – 2:30
2. Run Around (Marty Balin/Paul Kantner) – 2:35
3. Let’s Get Together (Chester Powers) – 3:32
4. Don’t Slip Away (Marty Balin/Skip Spence) – 2:31
5. Chauffeur Blues (Lester Melrose) – 2:25
6. And I Like It (Marty Balin/Jorma Kaukonen) – 3:16

### Bónuszdalok a 2003-as kiadáson
1. Runnin’ ’Round This World (Mono Version) (Marty Balin/Paul Kantner) – 2:25
2. High Flyin’ Bird (Billy Edd Wheeler) – 2:35
3. It’s Alright (Marty Balin/Skip Spence) – 2:17
4. Go to Her (Version One) (Paul Kantner/Irving Estes) – 4:09
5. Let Me In (Original Uncensored Version) (Balin, Kantner) – 3:31
6. Run Around (Mono Version) (Marty Balin/Paul Kantner) – 2:35
7. Chauffeur Blues (Alternate Version) (Lester Melrose) – 2:49
8. And I Like It (Alternate Version) (Marty Balin/Jorma Kaukonen) – 8:16
9. Blues from an Airplane (instrumentális – rejtett) (Marty Balin/Paul Kantner) – 2:10

## Közreműködők
- Marty Balin – ének, ritmusgitár
- Signe Toly Anderson – ének, ütőhangszerek
- Jorma Kaukonen – szólógitár
- Paul Kantner – ritmusgitár, ének
- Jack Casady – basszusgitár
- Skip Spence – dob, ütőhangszerek

### Produkció
- Dave Hassinger – hangmérnök
- Matthew Katz – menedzser, producer
- Tommy Oliver – producer